# María Castro
María Castro Jato nota come María Castro (Vigo, 30 novembre 1981) è un'attrice, presentatrice televisiva e ballerina spagnola.

## Biografia
María Castro è nata a il 30 novembre 1981 Vigo, in provincia di Pontevedra. Studiò all'Università di Vigo, nel campus Universitario di Pontevedra, dove conseguì la laurea in scienze delle attività motorie e sportive, diventando per un breve periodo insegnante di educazione fisica. In seguito, frequentò alcuni corsi di danza, recitazione e doppiaggio.
Iniziò la sua carriera da attrice nel 2001, interpretando il ruolo di Paula Barreiro nella serie televisiva galiziana Pratos combinados, che ricoprì fino al 2006. In seguito, impersonò Lucía Jimeno in tutti i 185 episodi della serie SMS, sin miedo a soñar.
Nel 2008 divenne nota a livello nazionale per l'interpretazione di Jessica del Río nella fortunata serie televisiva Sin tetas no hay paraíso, dove recitò al fianco di Miguel Ángel Silvestre, Armando del Río e Cuca Escribano. Tale ruolo le valse, nel 2009, il Premio Ondas per la miglior attrice in una fiction nazionale e due nomination ai TP de Oro e ai Fotogrammi d'argento.
Castro è anche conosciuta per il ruolo di Elena Valdés in Tierra de Lobos - L'amore e il coraggio e per quello della protagonista Trini nelle due stagioni della serie di Antena 3 Vive cantando. Dal 2015 al 2017 ha interpretato il ruolo di Francisca Silva nella soap opera Sei sorelle (Seis hermanas).
In ambito teatrale, è nota per il ruolo della protagonista Mollie Ralston nella rappresentazione della commedia di Agatha Christie Trappola per topi.
Nel 2018 ha sposato José Manuel Villalba. La coppia ha tre figlie.

## Filmografia

### Cinema
- La vida mancha, regia di Enrique Urbizu (2003)
- Retrato, regia di Jairo Iglesias (2005)
- Días azules, regia di Miguel Santesmases (2006)
- Rosa dos ventos, regia di Jairo Iglesias (2007)
- Los muertos van deprisa, regia di Ángel de la Cruz (2009)
- Miedo, regia di Jaume Balagueró (2010)
- Adivina quién viene a comer mañana, regia di Pepe Jordana (2012)
- Furious Speed - Curve pericolose (Combustión), regia di Daniel Calparsoro (2013)
- Pongo, il cane milionario (Pancho, el perro millonario), regia di Tom Fernandéz (2014)
- Códice, regia di Jorge Cassinello (2014)
- Las invasoras, regia di Víctor Conde (2016)
- Memorie di un uomo in pigiama, regia di Carlos Ferfer (2018)
- El juego de las llaves, regia di Vicente Villanueva (2022)
- Mamá no enRedes, regia di Daniela Féjerman (2022)

### Televisione
- Pratos combinados – serie TV, 154 episodi (2001-2006)
- Avenida de América – serie TV, 14 episodi (2002-2005)
- SMS, sin miedo a soñar – serie TV, 185 episodi (2006-2007)
- Los Serrano – serie TV, 1 episodio (2006)
- Ellas y el sexo débil – serie TV, 1 episodio (2006)
- O show dos Tonechos – serie TV, 1 episodio (2006)
- Rocío, casi madre – serie TV, 1 episodio (2007)
- Sin tetas no hay paraíso – serie TV, 43 episodi (2008-2009)
- Una bala para el Rey – serie TV (2009)
- Tierra de Lobos - L'amore e il coraggio (Tierra de Lobos) – serie TV, 42 episodi (2010-2014)
- Vive cantando – serie TV, 25 episodi (2013-2014)
- Salaó – serie TV (2013)
- Aída – serie TV, 1 episodio (2013)
- Anna Karenina – miniserie TV (2013)[4]
- Sei sorelle (Seis hermanas) – soap opera, 381 episodi (2015-2017)
- 22 ángeles - film TV (2016)
- Ella es tu padre - serie TV, 13 episodi (2017-2018)
- Per sempre (Amar es para siempre) - soap opera, 255 episodi (2018-2019)
- La que se avecina - serie TV, 1 episodio (2022)
- Machos alfa - serie TV, 6 episodi (2022; 2025)
- La promessa (La promesa) – soap opera (La 1, 2023-in corso)

## Teatro
- Trappola per topi (La ratonera), regia di Víctor Conde (2010)
- Crimen perfecto, regia di Víctor Conde (2011)
- Una semana, nada más, regia di Gabriel Olivares (2013)
- La novia de papá, regia di Joseph O'Curneen (2015)
- Dos más dos, regia di Matite Pérez Astorga e David Serrano (2017-2018)
- La Coartada, regia di Bernabé Rico (2021-2022)

## Programmi televisivi
- Grandes Musicais (TGV, 1999)
- Estreas TVG (TGV, 2000)
- Gala Especial de Noiteboa (TGV, 2001)
- Gala de Entrega dos Premios Álvaro Cunqueiro (TGV, 2002)
- Gala Cutty Sark (TGV, 2002)
- Noites de verán (TGV, 2002-2003)
- Pillados (TGV, 2005)
- Curtocircuito (TGV, 2005-2006)
- Arredemo (TGV, 2007)
- Trabajo temporal (La1, 2016)
- MasterChef Celebrity (La1, 2018)
- El juego de los anillos (Antena3, 2021)
- El cazador (La1, 2023)

## Doppiatrici italiane
Nelle versioni in italiano dei suoi film, María Castro è stata doppiata da:
- Renata Bertolas: Tierra de Lobos - L'amore e il coraggio
- Emanuela Damasio: Sei sorelle
- Rachele Paolelli: Anna Karenina
- Alessandra Cerruti: La promessa